# CAS-nummer
CAS-nummer är unika numeriska identifierare för kemiska föreningar, polymerer, biologiska sekvenser, mixer och legeringar. Chemical Abstracts Service (CAS), en avdelning av The American Chemical Society, ger dessa identifierare till alla ämnen som har beskrivits i litteraturen. CAS upprätthåller och säljer även en databas med dessa kemikalier. Omkring 111 miljoner föreningar har fått ett CAS-nummer hittills, och 6 000 nya får ett nummer varje dag. Syftet är att göra databassökningar enklare, eftersom kemikalier ofta har många namn. Nästan alla molekyldatabaser idag tillåter sökningar genom CAS-nummer.
CAS-numren består av tre tal avdelade med bindestreck. Det första talet kan ha upp till sju siffror, det andra har två siffror och det tredje är en kontrollsiffra. Numren tilldelas i stigande följd utan annan inbördes ordning.

## CAS-nummer för några vanliga ämnen
| Ämne           | CAS-nummer |
| -------------- | ---------- |
| Etanol         | 64-17-5    |
| Koppar (Cu)    | 7440-50-8  |
| Tenn (Sn)      | 7440-31-5  |
| Aluminium (Al) | 7429-90-5  |
| Antimon (Sb)   | 7440-36-0  |
| Järn (Fe)      | 7439-89-6  |
| Arsenik (As)   | 7440-38-2  |
| Krom (Cr)      | 7440-47-3  |
| Bly (Pb)       | 7439-92-1  |
| Nickel (Ni)    | 7440-02-0  |
| Silver (Ag)    | 7440-22-4  |
| Tantal (Ta)    | 7440-25-7  |